# César Antoine Janssen
Pour les articles homonymes, voir Janssen.

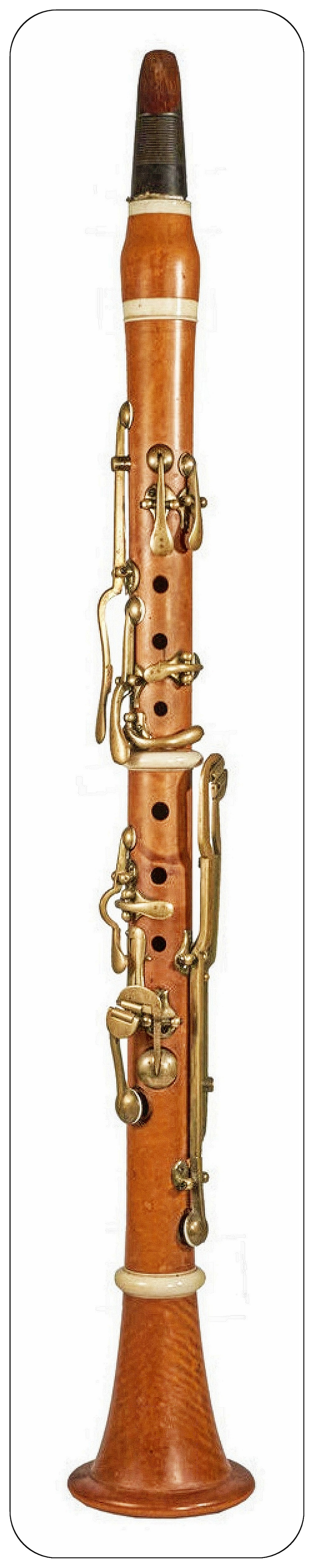
Clarinette à treize clés avec quatre clés à rouleau.

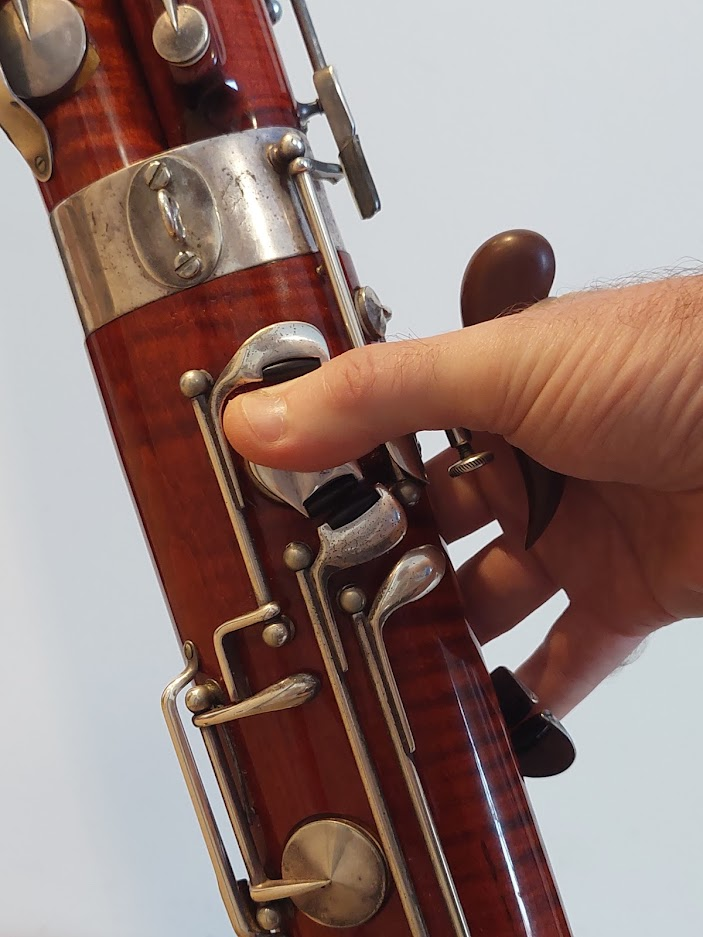
Clés de pouce à rouleaux sur basson système allemand.

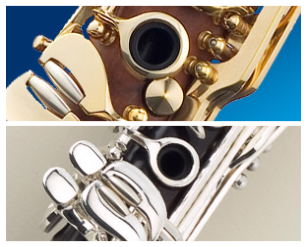
Clés (spatules) à rouleaux dans les systèmes Oehler et Boehm réformé

César Antoine Janssen (né le 11 avril 1780 à Paris, décédé le 25 mai 1860 à Paris) est un clarinettiste français qui invente les rouleaux de clefs facilitant le glissement de l'auriculaire dès 1804,.

## Biographie
César Janssen est le fils de Christianus Janssen, d'origine belge, et de Louise Catherine Puzin. Son père a émigré du Duché de Brabant wallon à Paris. Il est un clarinettiste reconnu et seconde clarinette à l'opéra comique au moins de 1818 à 1827. 
Dès 1804, il travaille à améliorer la clarinette qui ne possède que quelques clés. 
Son atelier est domicilié au 14 rue de l'Évêque à Paris. 
Il expose des clarinettes à rouleaux aux expositions des produits de l'industrie française de 1823 (mention honorable), de 1827 et de 1834.

« M. Janssen imagina de garnir deux des clefs de pièces cylindriques mobiles sur leur axe, qu’il nomma des rouleaux ; il était assez facile d’attaquer successivement ces deux pièces en coulant le petit doigt de l’une sur l’autre, et de remédier à une partie des inconvénients ; il perfectionna aussi la clé du pouce gauche, et la manière dont les clefs de cette main coupent le tube de l’instrument. Ces innovations qui remontent à dix-huit ans, font le plus grand honneur à cet artiste, et c’est une justice qu’il importe de lui rendre, surtout en considérant que, repoussées d’abord de tous les exécutants, elles ont depuis triomphé des oppositions, et sont les premiers essais qui ont contribué aux nombreux changements que la clarinette a éprouvés. »

— M. Francœur,  1822
L'usage des rouleaux se généralisera aux autres facteurs de clarinettes comme Simon Lefèvre, père ou Claude Gentellet (ca. 1830) sur les clarinettes à 13 clés  et aux autres instruments (flûte, basson, saxophone...) aussi bien en France qu'à l'étranger (clarinettes à 12 clés de GF Kayser fabriquées à 1830-1850).
Les facteurs germaniques de clarinettes ont fait perdurer jusqu'à nos jours les clés à rouleaux sur les systèmes Oehler et Boehm réformé, qui restent très minoritaires par rapport au système Boehm.  
En 1845, son atelier est installé au 44 rue Royale à Montmartre. 
Il est le père de l'astronome Jules Janssen (1824-1907).